# Cucullia draudti
Cucullia draudti là một loài bướm đêm trong họ Noctuidae.